# 訂正放送
訂正放送（ていせいほうそう）は、放送法9条が定める、放送事業者が真実でない放送をしたことにより、権利を侵害された者の請求などにより行われる放送のこと。
放送事業者が真実でない事項の放送をした場合、権利の侵害を受けた本人又はその直接関係人（親族等）は、放送日から3ヶ月以内に訂正放送の請求を行うことができる。この請求があった場合、放送事業者は、遅滞なく放送事項が真実でないかどうかを調査しなければならない。放送内容が真実でないことが判明したときは、放送事業者は判明した日から2日以内に、その放送をした放送設備と同等の放送設備により、相当の方法で、訂正又は取消しの放送をしなければならない。 
なお、同条の規定に違反したときは放送事業者は50万円以下の罰金に処せられることがあり、私事に係る事項については親告罪である。
放送によって権利侵害を受けた者には、訂正放送の請求権はなく、放送事業者に対して自律的に訂正放送を行うことを国民全体に対する公法上の義務として定めた規定としている（生活ほっとモーニング事件の最高裁判決平成16年11月25日）。また、訂正放送の関係者には、一応の合理的な理由に基づいて、真実でない事項が放送されて、それにより自己の権利が侵害されたのではないかと危倶し、権利侵害の有無を確認する必要を有している者が含まれ、当該関係者には、放送事業者に対し放送番組の閲覧請求権がある（東京高判平成8年6月27日）。